# Carina Länk
Carina Länk, född 31 juli 1963 i Mjällby i Blekinge, är en grafisk designer, illustratör och affischkonstnär.
Som creative director driver hon designstudion Länk Grafisk Form & Illustration. Hon är bosatt i Bagarmossen i Stockholm och är gift med konstnären Torbjörn Länk. Hennes uppdrag varierar mellan affischer, bok- och tidningsformgivning, frimärken, logotyper och webbformgivning. En specialistkompetens är att formge affischer och hon deltar regelbundet i affischutställningar både i och utanför Sverige och har rönt internationella framgångar i Frankrike, USA och Japan. Bland uppdragsgivarna finns museer, bokförlag samt utställande och informationsproducerande organisationer och myndigheter.
Carina Länk är sedan 2011 styrelseledamot och sekreterare i Stockholms Typografiska Gille samt medlem i Föreningen Svenska Tecknare och i Illustratörcentrum. 2002 medverkade Carina Länk i den arbetsgrupp vid Föreningen Svenska Tecknare som initierade den svenska design- och illustrationtävlingen Kolla!. Hon arbetar även som jurymedlem vid designtävlingar och stipendieutdelningar. Carina Länk har undervisat i grafisk design på Konstfack vid Institutionen för Bildpedagogik.
Carina Länk har examen från Konstfack med en MFA (Master of Fine Art) i Grafisk design & Illustration.

## Utbildning
- Konstfack - Grafisk design & Illustration 1988 - 1992
- Rhode Island School of Design 1991

## Priser, utmärkelser och stipendier
- Graphis Poster Gold - 2007, 2010 och 2012 [6]
- Årets Frimärke - 2010[7]
- Svenska Publishing-Priset - 2007 och 2010[8]
- EEPG - 2003, 2004 och 2007
- Knut V Pettersonstipendiet - 2007
- Svensk Bokkonst - 2002
- Grand Prix Savignac - 1999[9]